# Jan Hoet

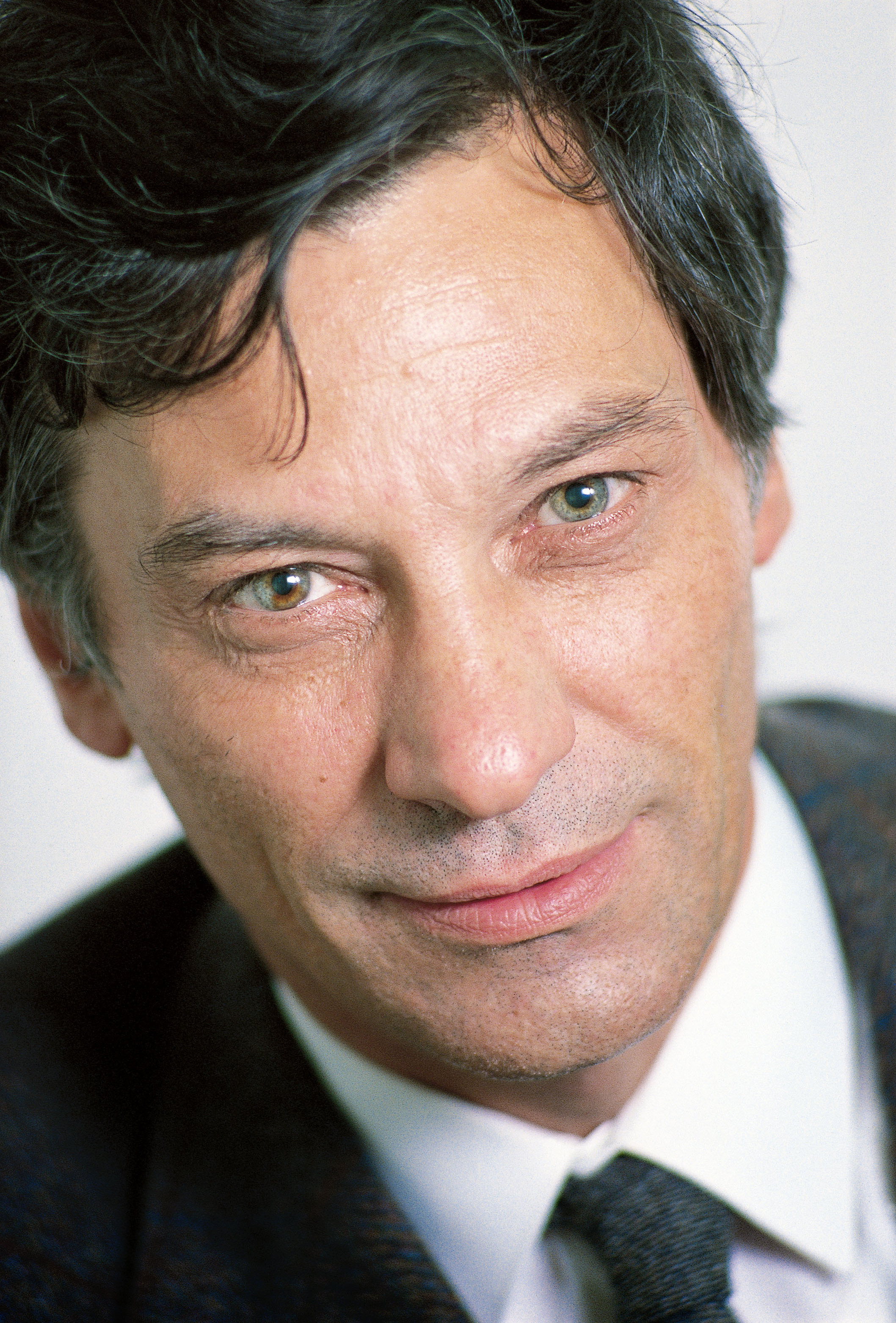
Jan Hoet (1989)

Jan (Maria Walter Michel) ridder Hoet (Leuven, 23 juni 1936 – Gent, 27 februari 2014) was een Belgisch curator die zich bezighield met het bestuderen, begeleiden en beschermen van de hedendaagse beeldende kunst. In de Vlaamse media werd hij vaak kunstpaus genoemd.

## Biografie
Hoet groeide op in een gezin met zeven kinderen. Zijn vader was een kunstverzamelende arts en psychiater. In 1962 trouwde hij en kreeg drie kinderen waarvan twee ook actief werden in de kunstwereld. Een zoon werd ook curator van diverse kunstprojecten en tentoonstellingen en een dochter werkt bij een kunstveiling.
Hij bezocht eerst de kunstacademie in Gent maar werd daar verwijderd omdat hij te weinig lessen bijwoonde. Daarna bezocht hij de rijksnormaalschool in Gent waar hij het regentaat (onderwijsbevoegdheid) in de plastische kunsten behaalde. In 1961 ging hij aan de slag als tekenleraar aan de rijksmiddelbare school van Oostakker en op 28-jarige leeftijd ging hij kunstgeschiedenis studeren aan de Universiteit van Gent. Tijdens zijn studententijd werd Jan Hoet in 1965 praeses van de Kunsthistorische kring. In 1969 richtte hij de Kunstacademie Westhoek op waar hij tot 1975 les bleef geven. In 1975 werd Hoet benoemd tot directeur van het Museum van Hedendaagse Kunst in Gent, toen gevestigd in enkele zalen van het Museum voor Schone Kunsten te Gent en de voorloper van het in 1999 opgerichte Stedelijk Museum voor Actuele Kunst (S.M.A.K.). 
Toen Hoet eind 2003 als conservator van het S.M.A.K. gedwongen met pensioen ging, werd hij opgevolgd door de Amerikaan Peter Doroshenko, die deze functie één jaar vervulde. 
In Vlaanderen en daarbuiten staat Hoet bekend om de gedrevenheid waarmee zijn visie op kunst onder de aandacht bracht. Deze gedrevenheid zorgde ervoor dat sommigen hem soms de Vlaamse kunstpaus noemden. Op zijn curriculum staan een aantal grote evenementen vermeld, waarmee hij de kunst naar het volk wilde brengen en omgekeerd.
Met het veelbesproken project Chambres d’Amis uit 1986 brak de kunst letterlijk uit het museum en werden tientallen kunstwerken door 50 internationaal vermaarde kunstenaars ontworpen en tentoongesteld in privéwoningen in Gent. In 2000 veroverde de kunst de binnenstad van Gent met Hoet's concept Over the Edges. Vooral de hamzuilen van Jan Fabre zorgden daarbij voor ophef.
Ook internationaal genoot hij bijzonder aanzien in het kunstmilieu. Als curator realiseerde hij tentoonstellingen in de hele wereld, van Montreal tot Lissabon en van Tokio tot Mexico Stad. Zo organiseerde hij de tentoonstellingen Documenta IX (1992) in Kassel, Ripple across the water (1995) in Tokyo en Sonsbeek 9 (2001) in Arnhem
Van 2003 tot 2008 was Hoet artistiek leider van het door Frank Gehry ontworpen MARTa Herford museum ('M' staat voor meubel, 'ART' voor kunst en 'a' voor ambiance) in Duitsland. In het voorjaar 2008 organiseerde hij er een tentoonstelling getiteld Ad absurdum met sterke intuïtief bij elkaar gebrachte beelden.

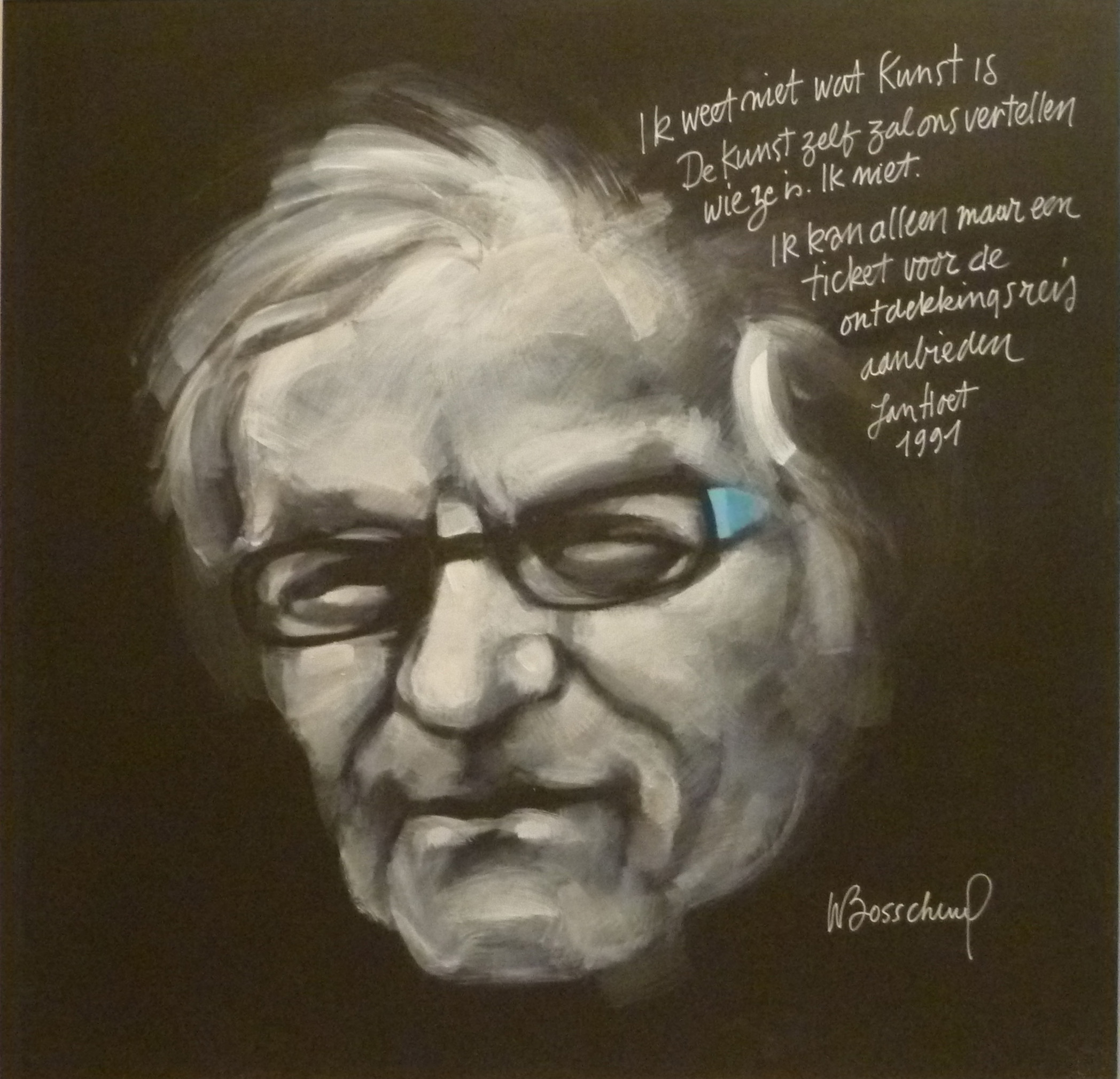
Jan Hoet (2014) door de Belgische kunstschilder Willy Bosschem

Begin 2008 werd gemeld dat hij door de kunstverzamelaar Egidio Marzona zou zijn aangetrokken om zijn omvangrijke kunstverzameling van de tweede helft van de 20ste eeuw, de Sammlung Marzona, te archiveren.
Op 23 juni 2012 werd hij opgenomen in een ziekenhuis in Soltau in Nedersaksen met wat later bleek een zware virale longinfectie. Hij werd een week in een kunstmatige coma gehouden. Hoet kwam vaker in het nieuws door zijn kwakkelende gezondheid.
Op 19 januari 2014, op weg naar de nierdialyse, werd Hoet getroffen door een hartaanval. Een snelle geneeskundige tussenkomst verhinderde een verslechtering van zijn toestand. Op 9 februari werd hij echter opnieuw opgenomen, waarna hij op 27 februari overleed. 
De kunstwereld spreekt na het overlijden van Jan Hoet van "Het einde van een tijdperk" De begrafenis vond plaats op 5 maart 2014 in de St.-Pauluskerk in Gent.

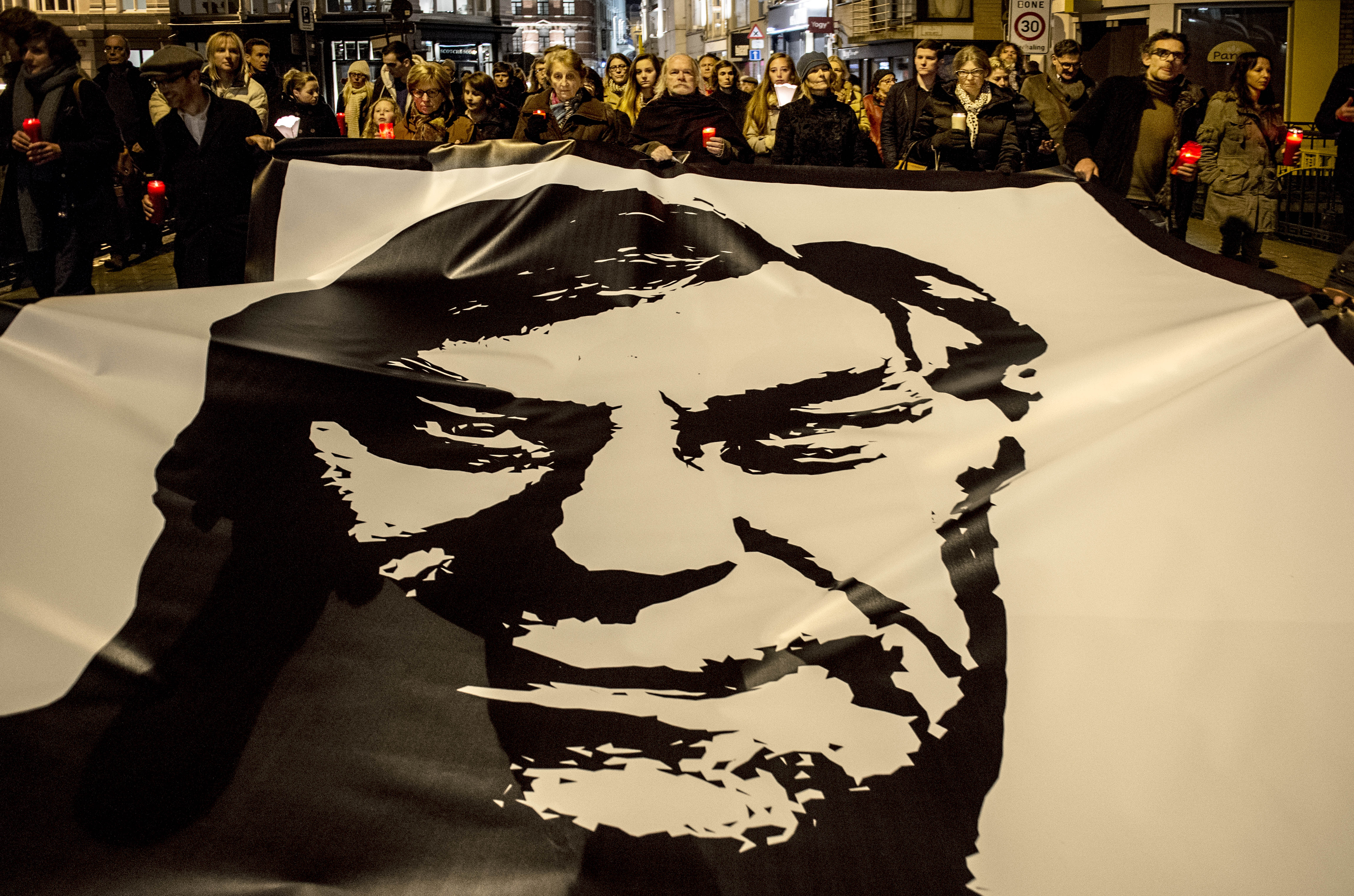
Gent, 4 maart 2014 - Rouwstoet voor Jan Hoet, de avond voor zijn begrafenis.

Vanaf 29 september 2014 heet het plein tussen het Stedelijk Museum voor Actuele Kunst en het Museum voor Schone Kunsten in Gent, bij beslissing van de Gentse gemeenteraad, het 'Jan Hoetplein'. Het onderbord vermeldt: ‘Stichter, conservator en bezieler van het S.M.A.K.’.

## Hoets laatste tentoonstellingen en activiteiten

### Sint-Janin Gent
In 2012 organiseerde Jan Hoet, in samenwerking met de curator Hans Martens en parallel aan het evenement Track, de tijdelijke tentoonstelling Sint-Jan in de Sint-Baafskathedraal van Gent met installaties van onder anderen Jan Fabre, Wim Delvoye, Berlinde De Bruyckere, Thierry De Cordier en Jan Van Oost en met video's van Michaël Borremans en David Claerbout. De meeste werken hadden de Bijbelse iconografie als uitgangspunt en zo bracht de tentoonstelling in kaart hoe hedendaagse kunst zich verhoudt tot het sacrale. De werken kregen als achtergrond bijvoorbeeld de crypte, het hoogkoor en de barokke zijaltaren van de kathedraal. Door de plaatsing van de installatie Life death love hate pleasure pain van Bruce Nauman bij een rouwbord kreeg dit werk een extra lading. De foto's door Dirk Braeckman van de plooien van de gewaden in het Lam Gods in deze kathedraal verwezen nadrukkelijk naar dit 'ijkpunt' van de westerse kunst.

### China
Jan Hoet werd ondertussen gevraagd om de volgende biënnale van Yinchuan in het Chinese binnenland te organiseren en vorm te geven. Deze ging door in oktober 2012 en stond onder de bescherming van de Britse kunstenaar Damien Hirst.
Deze tentoonstelling was zijn eerste Chinese project. De curator liet verschillende disciplines aan bod komen en toonde een staalkaart van hedendaagse kunst uit Azië en het Westen zonder een concept of thema voorop te stellen. Zo stonden zowel werk van Ai Weiwei en Huang Yong Ping als van Neo Rauch, Marlene Dumas, David Claerbout en Hans Op de Beeck op het programma. Hoet organiseerde alles ondanks zijn wisselende gezondheid. De Chinezen legden hem op een gegeven moment beperkingen op, omdat ze zich zorgen maakten over zijn gezondheid, aangezien hij eerder in 2012 een virale longinfectie had opgelopen.

### Geel
Geboren in Leuven en in zijn kinderjaren opgegroeid in Geel, organiseerde Hoet van september 2013 tot januari 2014 in Geel de uitgebreide Middle Gate tentoonstelling op vier locaties in deze stad. In deze tentoonstelling combineerde hij het werk van kunstenaars en psychiatrische patiënten. Er was werk te zien van onder meer Paul Klee, René Magritte, Pablo Picasso, Francis Picabia en hedendaagse kunstenaars als Jan Fabre, Fred Bervoets en Wim Delvoye naast werk van mensen met psychische problemen die in de kunst hun uitlaat, zo niet hun therapie vonden.

### Oostende
De laatste tentoonstelling (oktober 2014 tot april 2015) waarvan hij medecurator was, is de grootschalige internationale tentoonstelling georganiseerd door MuZee in Oostende onder de titel De Zee. Zelf zei hij in die tijd: "Ik heb nog één projectje lopen als curator van de internationale tentoonstelling De zee. Dat is het laatste, hierna neem ik niets meer aan."

### Beeldverhaal
Samen met zijn boezemvriend fotograaf Rony Heirman tekende Jan Hoet eind jaren zestig stripverhalen; in 2006 is hiervan een publicatie heruitgegeven Professor Peeh en de Voesjesmannen bij uitgeverij Oogachtend. Andere verhalen waren De Romeintjes, Wien en Kwek en De daverende blauwe peren. Die werden echter nooit gepubliceerd. Hoets affiniteit met strips bleek ook toen hij in 1987 een tentoonstelling organiseerde over het Europese beeldverhaal in het Museum voor Hedendaagse Kunst te Gent.

## Onderscheidingen
- 1988 Laureaat van de Prijs Passe-Partout (Prijs voor beste Europese tentoonstelling wegens Chambres d'Amis)
- 1992 Goethe-Medaille (Wegens zijn inzet voor de verspreiding van de Duitse cultuur in het buitenland.)
- 1993 Cultuurprijs van de Provincie Oost-Vlaanderen
- 1997 Benoeming tot Chevalier de l'Ordre des Arts et des Lettres de la République Francaise (Ridder in de Orde van Kunsten en Letteren van de Franse Republiek).
- 2000: Ereburger van de gemeente Vlamertinge
- 2000: Opname ten persoonlijke titel in de Belgische adelstand, met de titel van ridder
- 2001: Eredoctor van de Universiteit Gent.
- 2009: Verdienstkreuz 1 Klasse der Bundesrepublik Deutschland[14]
- 2011: Prijs van de Vlaamse Gemeenschap voor Algemene Culturele Verdienste
- 2013: ereburger van de stad Geel
- Ridder in de Leopoldsorde en officier in de Kroonorde

## Politiek
In 1994 nam Hoet voor de CVP als lijstduwer deel aan de gemeenteraadsverkiezingen voor Gent. Hij werd verkozen, maar nam zijn mandaat niet op.

## In populaire cultuur
- In het Nero-album De Z van Sottebie (1989) stelt Nero zijn schilderijen tentoon. Hij beweert in strook 44 dat "Jan Hoet is hier komen binnenwandelen. Die is al wenend weer naar buiten gelopen. Zo was die 'gepakt'". Detective Van Zwam, kijkend naar Nero's mislukte werken, merkt droog op: "'K kan 't goed geloven."
- Chris Van den Durpel imiteerde Hoet en maakte hem ooit tot een van zijn typetjes.
- In het eerste album van De Geverniste Vernepelingskes (1998) brengen Jan Bosschaert en Urbanus enkele schilderijen van Bosschaert naar Jan Hoet. Volgens Bosschaert heeft Hoet de werken gekocht "om cadeau te doen aan collega's die hij niet uitstaat". Urbanus laadt echter ook enkele schapen in de vrachtwagen. Als ze ten slotte bij Hoet aankomen, hangen de schilderijen vol uitwerpselen, wat Hoet "schitterend" bedacht en "zeer organisch" vindt.
- In het album "Xavier in de puree" van F.C. De Kampioenen speelt Jan Hoet - in het album Jan Sjapo geheten - een cruciale rol.
- Hij was ooit te zien op de vrachtwagens (vuilkarren) van Ivago, de afvalverwerkingmaatschappij van Gent, om dat toen jonge bedrijf extra te promoten.
- Hij was ooit even amateurbokser geweest en opende als statement zelfs een tentoonstelling in het S.M.A.K. als bokser tegen een Amerikaanse kunstenaar.

## Documentaires
In 2024 werd de documentaire "Thank God for the Gift" uitgebracht, geregisseerd door Luc Vrydaghs. De film brengt de totaalwereld van Jan Hoet tot leven en toont zijn bijzondere parcours als topcurator, evenals de controversiële mens achter dit parcours.